# Blepharosis lamida
Blepharosis lamida är en fjärilsart som beskrevs av Max Wilhelm Karl Draudt 1950. Blepharosis lamida ingår i släktet Blepharosis och familjen nattflyn. Inga underarter finns listade i Catalogue of Life.